# Lendvai Andor
Lendvai Andor, írásváltozata Lendvay Andor, pályája elején Leopold Andor (Vác, 1901. május 20. – Budapest, 1964. május 13.) operaénekes (bariton). Lendvai György karmester édesapja.

## Élete
Édesapja, Leopold Sándor (1869–?) házasságáig a Népszínház művésze volt, akkor felesége ösztönzésére visszaköltözött szülővárosába, Vácra és tánciskolát nyitott. Fiát, a későbbi Lendvai Andort tiltotta a színi pályától, de ő a gimnáziumot félbehagyva elszökött otthonról és vándorszíntársulatok mindeneseként járta az országot. Már némi gyakorlattal tanult Rákosi Szidi iskolájában, amit 1919-ben fejezett be, ekkor a Zeneakadémiára került, ahol Sik József növendéke volt 1923-ig.
Szegeden debütált operaénekesként, innen visszakerült a fővárosba, majd Bécsbe ment. Fritz Wolffnál továbbképezte magát, egy időre a Volksoper szólistája lett. Szerepelt a Staatsoperben is. Ezt követően különféle fellépésekre – többek közt kabaréban is – kényszerült Ausztriában és Csehországban. Milánóban L. Vescónál, Münchenben 1928-tól Fritz Feinhalsnál tanult, asszisztense is lett tanárának. 1930-ban szerződtette a bajor főváros operaháza. 1933-ig maradt a társulat egyik vezető énekese. A náci hatalomátvétel után rögtön elbocsátották zsidó származása miatt, noha „felekezeten kívülinek” vallotta magát. Budapestre jött vissza, csatlakozott egy Magyar Szivárvány nevű társulathoz, amivel olaszországi turnén járt.
1934-ben szerződtette a budapesti Operaház. A következő évben, a fellépésekkel párhuzamosan tanítani kezdett a Fodor Zeneiskolában. 1939-ben a második zsidótörvény miatt bocsátotta el sok társával együtt az Opera. 1945-ig csak az OMIKE Művészakció keretében léphetett fel. Kényszerű pihenője idején, 1942-ben megírta emlékiratait.
A felszabadulás után visszakapta operai tagságát. 1949-től tanított is a Zeneakadémián. Legismertebb növendékei Gyimesi Kálmán, Ilosfalvy Róbert, Jablonkay Éva, Karikó Teréz és Kövecses Béla. 1961-ben nyugdíjazták az Operaházból, de még a következő évben is fellépett. A tanítást haláláig folytatta.
Hangjának leginkább a karakter- és hősbariton szerepek feleltek meg. A fiatalon szerzett színészi tapasztalatokat jól tudta kamatoztatni operai pályáján.

## Szerepei
- Ádám Jenő: Mária Veronika – A vádló
- Beethoven: Fidelio – Don Pizarro
- Berté: Három a kislány – Schober báró
- Dunajevszkij: Szabad szél – Gall Cézár
- Farkas Ferenc: Csínom Palkó – Koháry gróf
- Gounod: Faust – Mefisztó
- Kadosa Pál: A huszti kaland – Tallósy Ádám
- Kodály Zoltán: Háry János – Generális Krucifix
- Leoncavallo: Bajazzók – Tonio
- Mejtusz: Az Ifjú Gárda – Fasiszta ezredes
- Offenbach: Hoffmann meséi – Lindorf; Coppelius; Dapertutto; Mirakel; Schlemihl
- Polgár Tibor: A kérők – Perföldy Tóbiás Jakab
- Puccini: Tosca – Scarpia báró; Cesare Angelotti
- Puccini: Bohémélet – Schaunard; Alcindor
- Puccini: Pillangókisasszony – Sharpless
- Puccini: Turandot – Ping
- Rossini: A sevillai borbély – Figaro
- Johann Strauss: A cigánybáró – Gróf Carnero
- Eugen Suchoň: Örvény – Csendőrparancsnok
- Verdi: Rigoletto – címszerep
- Verdi: La Traviata – Georges Germond
- Verdi: Álarcosbál – René
- Wagner: A nürnbergi mesterdalnokok – Konrad Nachtigall
- Wagner: A Nibelung gyűrűje – Alberich
- Wagner: Parsifal – Klingsor

## Könyve
- Két felvonás között. Budapest, [1942]. Baross Könyvkiadóvállalat[3][4]

## Díjai, elismerései
- Magyarország Érdemes Művésze díj (1961)